# Catonephele antinoe
Espèce
Catonephele antinoe est une espèce de papillons de la famille des Nymphalidae, sous famille des Biblidinae et genre Catonephele.

## Dénomination
Catonephele antinoe a été décrit par Jean-Baptiste Godart en 1824 sous le nom de Nymphalis antinoe.
Synonymes : Catonephele boyi Röber, 1923; Catonephele aloisilegionensis Fernández, 1928; Catonephele orbifera Fiedler, 1933; Catonephele boyi ab. erichi Krüger, 1933; Catonephele beccarii Verity, 1934. 

### Noms vernaculaires
Catonephele antinoe se nomme Shoemaker Butterfly en anglais.

## Description
Catonephele antinoe est un grand papillon aux ailes antérieures à apex coupé et bord externe concave qui présente un grand dimorphisme sexuel. Chez le mâle le dessus est de couleur noire avec une large bande orange allant du milieu du bord interne des ailes antérieures à l'aire postdiscale en e4 et une tache ronde orange proche de l'apex, et aux ailes postérieure de e5 au milieu du bord interne ce qui donne sur le papillon posé une barre droite continue car la partie postérieure du corps est elle aussi de couleur orange. Chez la femelle le dessus est marron marqué de lignes blanches deux aux ailes antérieures parallèles au bord costal et des points blancs à la partie distale de l'aile et aux ailes postérieuresquatre dont une en continuité avec celle de l'aile antérieure.
Le revers est beige doré marqué d'une ligne de taches blanches.

## Écologie et distribution
Catonephele antinoe est présent au Brésil, au Pérou, en Guyana et en Guyane.

### Protection
Pas de statut de protection particulier.